# Frieden von Füssen

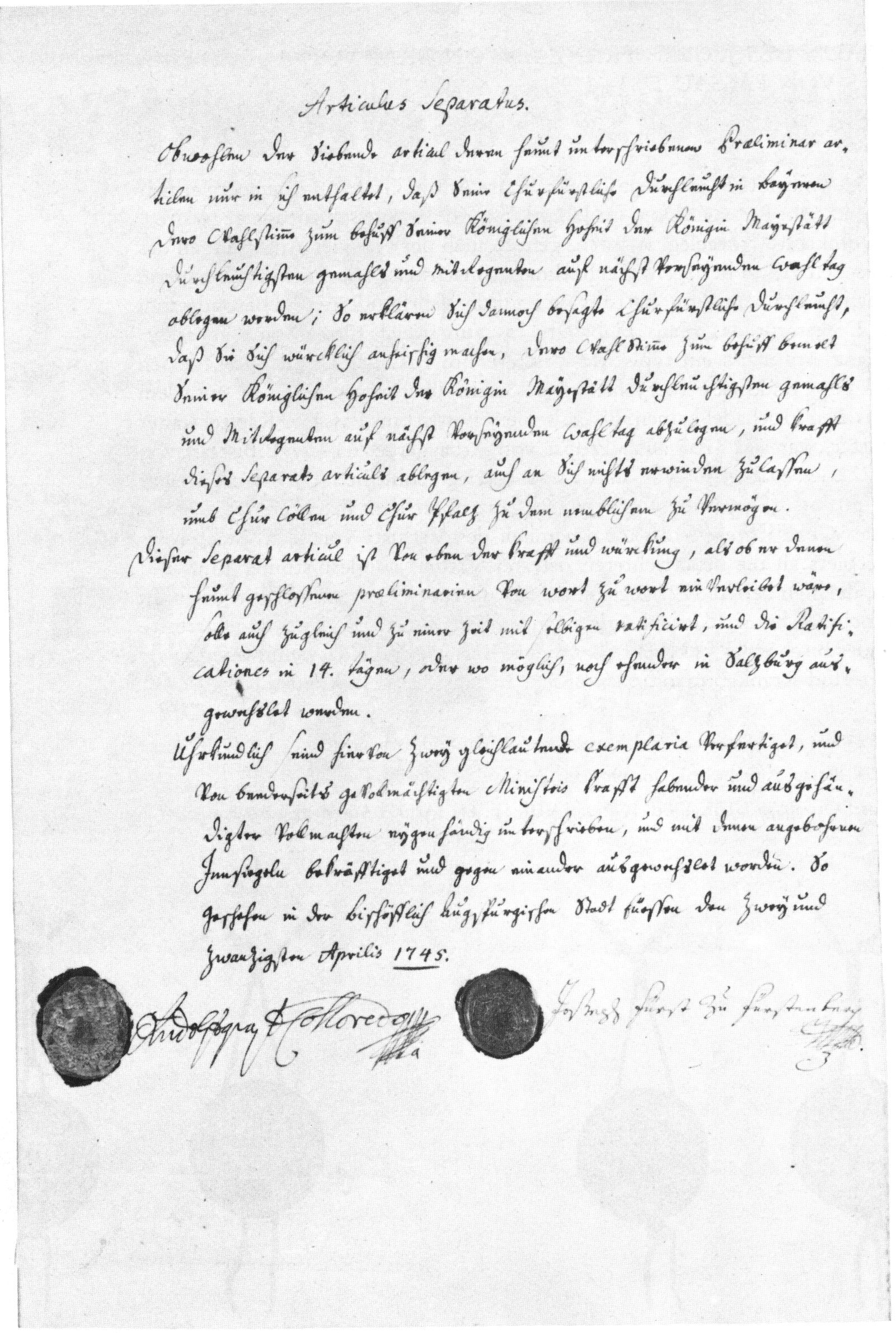
Der Frieden von Füssen. Original des Separatartikels, in dem sich der Kurfürst Maximilian III. Joseph von Bayern verpflichtet, seine Kurstimme für Franz Stephan von Lothringen abzugeben. 22. April 1745. München, Bayerisches Hauptstaatsarchiv, Bayern Urk. 1019

Der Frieden von Füssen war ein am 22. April 1745 in Füssen geschlossener Friedensvertrag zwischen Bayern und Österreich. Der Frieden wurde noch während des Österreichischen Erbfolgekrieges geschlossen und beendete den Kriegszustand zwischen beiden Staaten.

## Geschichte
Nach der Einnahme Prags durch bayerische und französische Truppen am 26. November 1741 während des Österreichischen Erbfolgekrieges ließ sich Karl Albrecht von Bayern als König von Böhmen huldigen. Schon wenige Wochen später, am 24. Januar 1742, erfolgte seine einstimmige Wahl zum römisch-deutschen Kaiser Karl VII. Doch schon am Tag seiner Krönung, am 12. Februar 1742, war Bayern von österreichischen Truppen besetzt und seine Residenz München von ungarischen Husaren geplündert. In sein Tagebuch schrieb Karl einen Tag später:
„Meine Krönung ist gestern vor sich gegangen, mit einer Pracht und einem Jubel ohnegleichen, aber ich sah mich zur gleichen Zeit von Stein- und Gichtschmerzen angefallen. Krank, ohne Land, ohne Geld, kann ich mich wahrlich mit Job, dem Mann der Schmerzen vergleichen [...]“
Nach wechselndem Kriegsglück und dem Übertritt Englands auf die österreichische Seite 1743 änderte sich das Kräfteverhältnis entscheidend zugunsten Österreichs und dessen Monarchin Maria Theresia. Die Eröffnung des zweiten schlesischen Krieges durch den preußischen König Friedrich II. im August 1744 brachte für Bayern nur eine kleine Pause, denn österreichische Truppen rückten kurze Zeit später gleichzeitig in Schlesien und Bayern ein. Nur knapp entging Kaiser Karl VII. seiner Gefangennahme. Am 20. Januar 1745 starb er in München, das wenige Tage vorher von bayerischen Truppen zurückerobert werden konnte.
Nach dem Tode Kaiser Karls VII. leitete sein Sohn und Nachfolger Kurfürst Maximilian III. Joseph im April 1745 nach der verlorenen Schlacht bei Pfaffenhofen  unverzüglich Friedensverhandlungen ein und es kam zum Abschluss eines Präliminarfriedens. Der Vorfrieden wurde dann durch die beiderseitigen Ratifikationen als Definitivfrieden bestätigt.

## Inhalt
Der Friedensvertrag bestand aus 17 Artikeln, zwei Separatartikeln und einer geheimen Zusatzklausel.
In diesem Friedensvertrag verzichtete Bayern auf die Erbansprüche und erkannte die Pragmatische Sanktion an. Österreich verzichtete seinerseits auf Kriegsentschädigungen, zog alle Truppen aus Bayern ab und erkannte rückwirkend die Kaiserwürde Karls VII. an. Kurfürst Max III. Joseph versprach, die Kaiserwahl des Franz Stephan (des Gemahls Maria Theresias) zu unterstützen und auch Kurpfalz und Kurköln dafür zu gewinnen, die ebenfalls von Wittelsbachern regiert wurden.
Der Vertrag wurde am 22. April 1745 in Füssen vom bayerischen Bevollmächtigten Joseph Fürst zu Fürstenberg und dem österreichischen Verhandlungsführer Rudolph Joseph von Colloredo-Waldsee unterzeichnet.